# Raport Beveridge’a

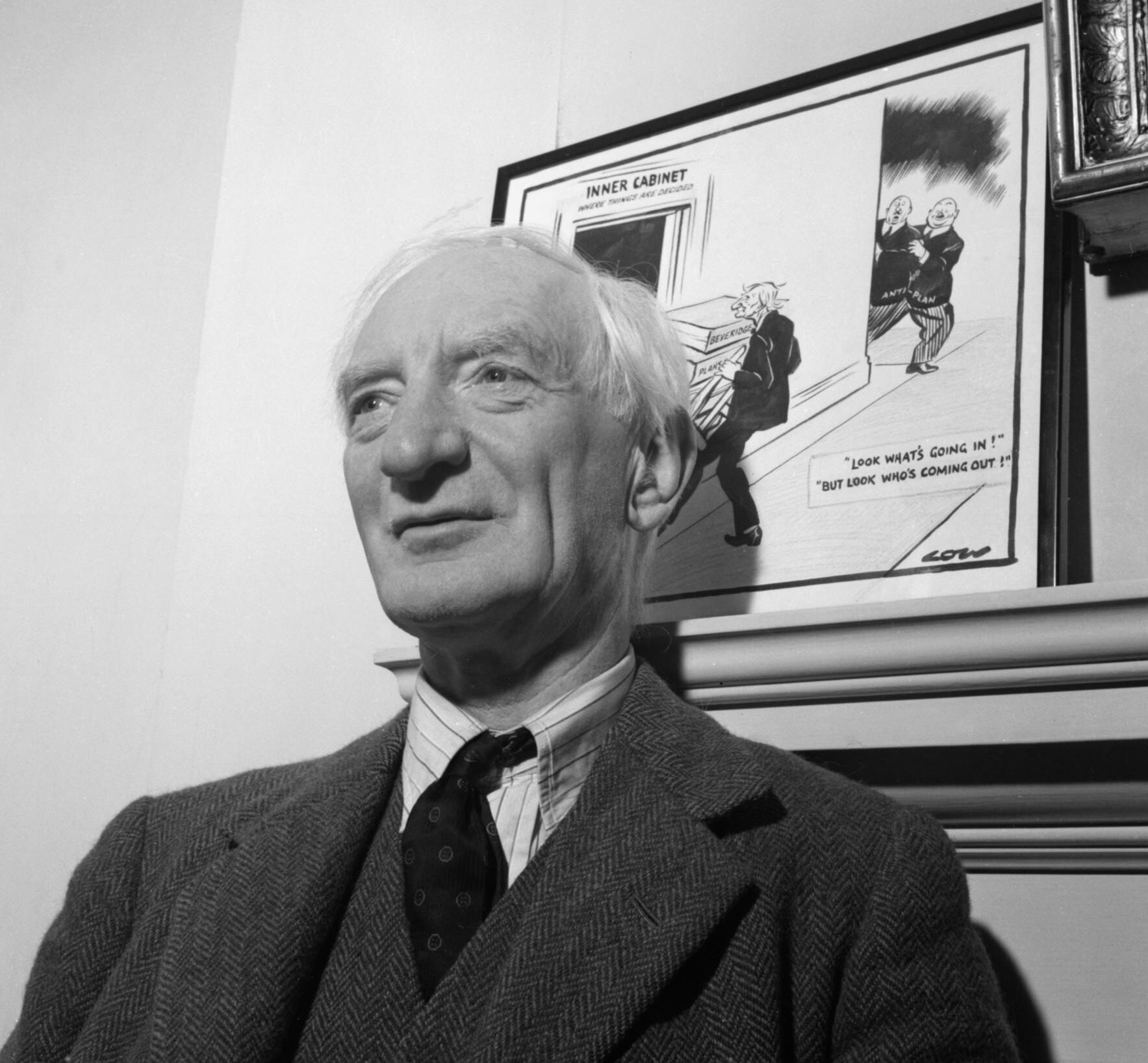
William Beveridge

Autorem raportu jest sir William Beveridge (1879-1963, znany później także jako baron Beveridge of Tuggal), jeden z najbardziej wpływowych ekonomistów swej epoki. W roku 1944 opublikował swoją najsłynniejszą pracę Full employment in a free society. Wcześniej, w 1942 wydana została pozycja pt. 'Social Insurance and Allied Services', zwana również Raportem Beveridge’a.

## Charakterystyka raportu
Opublikowanie Raportu Beveridge’a można uznać za początek państwa opiekuńczego (ang. welfare state). Pojęcie to było stosowane już wcześniej, jednak dopiero po ogłoszeniu Raportu weszło do powszechnego użycia.
Raport Beveridge’a był projektem radykalnych reform po II wojnie światowej. Brytyjczycy zauważyli, że dotychczasowy system zaopatrzeniowy, funkcjonujący w Anglii, zapewnia niskie świadczenia emerytom, a także jest dużym obciążeniem dla budżetu państwa. William Beveridge w swojej pracy postulował, aby doraźne działania socjalne rządu zastępować działaniami w duchu keynesizmu. Działania redystrybucyjne państwa są ściśle związane z niesprawnościami rynku. Zgodnie z Raportem państwo opiekuńcze miało zapewniać na podstawie jednolitych składek świadczenia na poziomie niezbędnym do egzystencji, opiekę zdrowotną, emerytury i renty, dostateczne warunki mieszkaniowe i indywidualne usługi socjalne.
Raport zalecał ochronę socjalną poprzez gwarancję bezpieczeństwa dochodów, a w konsekwencji ochronę przed zdarzeniami losowymi. W jego ujęciu ubóstwo jest wynikiem przypadków losowych, takich jak choroba, bezrobocie czy śmierć. Ze względu na fakt, iż większość ludzi wykazuje skłonność do niedoszacowywania ryzyka, eliminacja ubóstwa wymaga od państwa interwencji wymuszającej na jednostkach ubezpieczanie się przed tego rodzaju przypadkami. Beveridge uzasadniał, iż ochrona obywateli jest tak samo istotną funkcją państwa jak zapewnianie bezpieczeństwa wewnętrznego czy ochrona przed atakiem zewnętrznym.
Na podstawie Raportu Beveridge’a w roku 1942 został wprowadzony przez konserwatywny rząd Winstona Churchilla w Wielkiej Brytanii plan Beveridge’a. Plan powiódł się, przyczynił się do walki z bezrobociem, wprowadził publiczną opiekę zdrowotną i budownictwo socjalne.